# Championnats de France de patinage artistique 2016
Navigation
Championnats de France 2015 Championnats de France 2017
Les championnats de France de patinage artistique 2016 ont lieu à la patinoire de Poissompré à Épinal du 17 au 19 décembre 2015. C'est la troisième fois que la ville vosgienne accueille les championnats de France après les éditions de 1983 (pour la danse sur glace) et 1987 (pour le patinage artistique).
Les championnats accueillent le patinage artistique, la danse sur glace et le patinage synchronisé. Les championnats de France de ballet sur glace et de patinage de vitesse sur piste courte sont aussi organisés en même temps. Le gala se déroule le samedi soir, et non le dimanche comme habituellement.

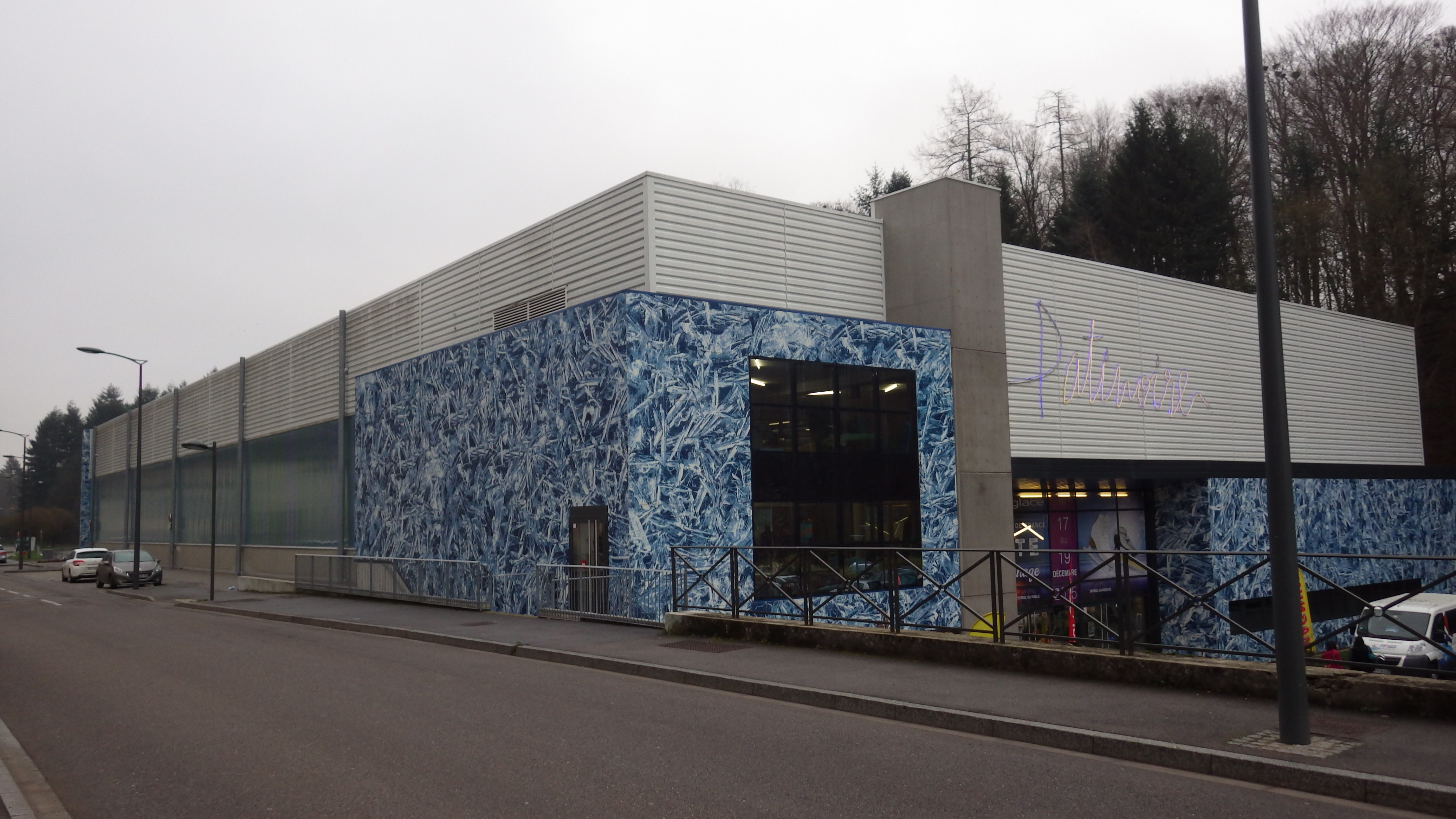
Patinoire de Poissompré

## Faits marquants
Pour ses derniers championnats de France, Florent Amodio perd son titre au profit de Chafik Besseghier, après avoir chuté lors de son programme libre.

## Podiums
| Épreuves                                 | Or                                      | Argent                                | Bronze                               |
| Messieurs résultats détaillés            | Chafik Besseghier                       | Florent Amodio                        | Simon Hocquaux                       |
| Dames résultats détaillés                | Maé-Bérénice Meité                      | Laurine Lecavelier                    | Alizée Crozet                        |
| Couples résultats détaillés              | Vanessa James / Morgan Ciprès           | Camille Mendoza / Pavel Kovalev       | -                                    |
| Danse sur glace résultats détaillés      | Gabriella Papadakis / Guillaume Cizeron | Lorenza Alessandrini / Pierre Souquet | Péroline Ojardias / Michael Bramante |
| Patinage synchronisé résultats détaillés | Les Zoulous                             | Les Black Diam's                      | -                                    |

## Détails des compétitions

### Messieurs
| Rang    | Nom               | Points | Programme court | Programme court | Programme libre | Programme libre |
| ------- | ----------------- | ------ | --------------- | --------------- | --------------- | --------------- |
| 1       | Chafik Besseghier | 245.48 | 1               | 86.39           | 1               | 159.09          |
| 2       | Florent Amodio    | 206.68 | 2               | 78.36           | 3               | 128.32          |
| 3       | Simon Hocquaux    | 196.40 | 4               | 60.92           | 2               | 135.48          |
| 4       | Romain Ponsart    | 184.10 | 3               | 62.87           | 4               | 121.23          |
| 5       | Adrien Tesson     | 171.12 | 6               | 54.33           | 5               | 116.79          |
| 6       | Daniel Naurits    | 160.09 | 7               | 50.53           | 6               | 109.56          |
| 7       | Luc Economides    | 159.90 | 5               | 55.54           | 8               | 104.36          |
| 8       | Adam Siao Him Fa  | 149.75 | 10              | 44.49           | 7               | 105.26          |
| 9       | Arthur Ribes      | 141.67 | 9               | 46.37           | 9               | 95.30           |
| 10      | Paul Arrateig     | 139.54 | 8               | 47.26           | 10              | 92.28           |
| Forfait | Kevin Aymoz       |        |                 |                 |                 |                 |

### Dames
| Rang    | Nom                | Points | Programme court | Programme court | Programme libre | Programme libre |
| ------- | ------------------ | ------ | --------------- | --------------- | --------------- | --------------- |
| 1       | Maé-Bérénice Meité | 160.66 | 2               | 53.54           | 1               | 107.12          |
| 2       | Laurine Lecavelier | 157.23 | 1               | 61.59           | 2               | 95.64           |
| 3       | Alizée Crozet      | 132.15 | 4               | 43.81           | 3               | 88.34           |
| 4       | Julie Froetscher   | 123.77 | 5               | 39.50           | 4               | 84.27           |
| 5       | Nadjma Mahamoud    | 116.63 | 3               | 45.69           | 6               | 70.94           |
| 6       | Heloise Pitot      | 109.49 | 6               | 37.36           | 5               | 72.13           |
| 7       | Melyna Decobert    | 100.73 | 7               | 34.70           | 7               | 66.03           |
| Abandon | Pauline Wanner     |        | 8               | 30.50           |                 |                 |
| Forfait | Léa Serna          |        |                 |                 |                 |                 |

### Couples
| Rang | Nom                             | Points | Programme court | Programme court | Programme libre | Programme libre |
| ---- | ------------------------------- | ------ | --------------- | --------------- | --------------- | --------------- |
| 1    | Vanessa James / Morgan Ciprès   | 198.76 | 1               | 68.13           | 1               | 130.63          |
| 2    | Camille Mendoza / Pavel Kovalev | 115.62 | 2               | 41.59           | 2               | 74.03           |

### Danse sur glace
| Rang | Nom                                     | Points | Danse courte | Danse courte | Danse libre | Danse libre |
| ---- | --------------------------------------- | ------ | ------------ | ------------ | ----------- | ----------- |
| 1    | Gabriella Papadakis / Guillaume Cizeron | 183.90 | 1            | 73.60        | 1           | 110.30      |
| 2    | Lorenza Alessandrini / Pierre Souquet   | 129.85 | 2            | 49.28        | 2           | 80.57       |
| 3    | Péroline Ojardias / Michael Bramante    | 118.13 | 3            | 44.26        | 3           | 73.87       |
| 4    | Laureline Aubry / Kévin Bellingard      | 103.53 | 4            | 36.93        | 4           | 66.60       |
| 5    | Mathilde Dias / Jean Denis Sanchis      | 95.93  | 5            | 36.13        | 5           | 59.80       |

### Patinage synchronisé
| Rang | Nom                          | Points | Programme court | Programme court | Programme libre | Programme libre |
| ---- | ---------------------------- | ------ | --------------- | --------------- | --------------- | --------------- |
| 1    | Les Zoulous (Lyon)           | 146.11 | 1               | 49.11           | 1               | 97.00           |
| 2    | Les Black Diam's (Compiègne) | 94.16  | 2               | 33.39           | 2               | 60.77           |

## Sources
- Résultats des championnats de France 2016 sur le site csndg.org
- Patinage Magazine N°146 (Mars/Avril 2016)